# لازديجاي
لازديجاي (بالإنجليزية: Lazdijai) هي منطقة سكنية تقع في ليتوانيا في Lazdijai district municipality. يقدر عدد سكانها بـ 5,140 نسمة.